# Ateleute rufa
Ateleute rufa är en stekelart som först beskrevs av André Seyrig 1952.  Ateleute rufa ingår i släktet Ateleute och familjen brokparasitsteklar. Inga underarter finns listade.